# Куротакі
Куротакі (яп. 黒滝村, くろたきむら, куротакі мура ) — село в Японії, у центральній частині префектури Нара.